# Turrach (Fluss)
Die Turrach, auch Turrachbach, ist ein Fluss in der Steiermark, der die Nordseite der Turracher Höhe in den Gurktaler Alpen in Österreich entwässert.

## Geographie

### Verlauf
Die Turrach entsteht nordöstlich der Ortschaft Turracherhöhe an der Grenze von Kärnten zur Steiermark aus dem Zusammenfluss von Hinterem Seebach und Geißeckbach, die beide Grenzbäche sind. Er fließt in anfänglich nordnordwestlicher, später ab der Ortschaft Turrach etwas schwankend nördlicher Richtung durchs Gebiet der steirischen Gemeinde Stadl-Predlitz. Schon vor Turrach tritt die Turracher Straße (B 95) ins Tal, die den Fluss bzw. mündungsnah dessen Zuflüsse mehr als ein Dutzend Mal über Brücken quert. Bei Predlitz mündet die Turrach von rechts in die Mur.
Im rasch fließenden und klaren Gebirgsbach leben Eintags- und Steinfliegenlarven.

### Zuflüsse
- Hinterer Seebach, linker Oberlauf
- Geißeckbach, rechter Oberlauf
- Vorderer Seebach, von links an der Talstation der Bergbahn zum Sölleneck
- Fötschelgraben, von rechts
- Nesselbach, von links kurz vor Turrach
- Steinbach, von links bei Turrach
- Rohrerwaldgraben, von rechts
- Geißbach, von links bei Jagerlenz
- Türschengraben, von rechts bei Jagerlenz
- Schoberbach, von rechts
- Vorderer Geißbach, von links
- Minibach, von rechts bei Hannebauer
- Anthoferbach, von rechts gleich nach Hannebauer
- Schönfeldbach, von links
- Würflingbach, von rechts etwas vor Reinmüller
- Reinmüllerbach, von links bei Reinmüller
- Kühbergbach, von rechts etwa gegenüber Reinmüller
- Trinkergraben, von links nach Reinmüller
- Zirmbodenbach, von links
- Modergraben, von rechts
- Hofergraben, von links
- Trattnerbergbach (!), von rechts
- Steinerbach, von links
- Trattenbergbach (!), von rechts
- Stoffenbach, von links bei Stoffenbauer
- Labenbach oder Lobenbach, von rechts bei Grabenwirt
- Nördlicher (!) Jauerniggbach, von links
- Nördlicher Jauerniggbach, von links
- Paarbach, von links bei Daniel
- Nördlicher Kühbrandbach, von rechts gegenüber Daniel
- Kristabauerbach, von links nahe Kristabauer
- Bodenbach, von links nahe Dreiling
- Bärentalbach, von rechts
- Pirningbach (!), von rechts vor Seppenbauer
- Maisbach, von rechts nahe Seppenbauer
- Pirningbach (!), von rechts nahe Pirning